# Minčol (národní přírodní rezervace)
Minčol je národní přírodní rezervace na Oravě na Slovensku. Leží na severozápadním úbočí hory Minčol v pohoří Oravská Magura, ve správních územích města Dolný Kubín a obcí Veličná, Zázrivá v okrese Dolný Kubín a v katastrálním území Hruštín v okrese Námestovo v Žilinském kraji. Chráněné území bylo vyhlášeno v roce 1980 s rozlohou 96,1 hektaru. Předmětem ochrany přírody jsou zachovalé fragmenty přirozených smrko-buko-jedlových a smrkových lesních porostů, místy pralesního charakteru.